# Monte Verde (Cile)
Monte Verde è un sito archeologico nel sud del Cile, nella zona nord della Patagonia, vicino a Puerto Montt, datato a 14,8 mila anni fa..
Questa datazione ha spostato la data del primo popolamento delle Americhe indietro di duemila anni rispetto a quella tradizionale individuata nella cultura Clovis (13 000 anni fa). Il modello tradizionale, detto "Clovis first", sostiene infatti che il popolamento delle Americhe sia iniziato dopo l'11500 a.C.
I risultati delle ricerche in Monte Verde furono inizialmente respinti della comunità scientifica, ottenendo successivamente riconoscimenti via via più ampi,, anche se i sostenitori della teoria "Clovis First" sono una parte numericamente e scientificamente alquanto consistente (la quasi totalità degli archeologi nordamericani).

## Scoperta
Il sito fu scoperto nel 1975, quando uno studente di veterinaria visitò la zona di Monte Verde, dove avvenne una grave erosione per cause umane. Mario Pino, un geologo cileno, e Tom Dillehay, entrambi all'epoca docenti presso l'Università del Cile Australe, iniziarono le operazioni di scavo a Monte Verde nel 1977.

## Stato di conservazione
Il sito si trova sulle rive del Chinchihuapi Creek, un affluente del fiume Maullín, a 58 km dal Pacifico. Tra i più rari siti preistorici all'aperto trovati nelle Americhe, Monte Verde è stato conservato grazie alle acque del Rio rosa che scorreva lì vicino: poco tempo dopo che il sito fu occupato dagli umani esso trasportò torba che poi vi ristagnò, inibendo il decadimento batterico del materiale organico e permettendo la conservazione per millenni di reperti deperibili e altri oggetti.

## Rilievi datometrici
Secondo Dillehay, il sito venne occupato dall'uomo attorno al 14.800 – 13.800 a.C., da un gruppo di venti-trenta persone.

## Prima tenda preistorica conosciuta
Una struttura di sei metri di lunghezza simile a una tenda fatta di legno e pelli animali fu costruita sulle rive del torrente e fu rinforzata con tronchi e tavole, fu anche picchettata al suolo, e inoltre furono erette delle pareti di pali ricoperte con pelli di animali. Utilizzando delle corde fatte di canne del luogo, le pelli furono legati ai pali per la creazione di camere separate all'interno della struttura principale. Al di fuori della struttura della tenda, furono ritrovati due focolari di grandi dimensioni, che furono costruiti per uso condiviso della comunità, più probabilmente per la creazione di utensileria e dell'artigianato.
Ciascuno degli alloggi era dotato di un braciere posto in una fossa foderata con l'argilla. Attorno a quei focolari, utensili in pietra e numerosi resti di semi, noci, e frutti di bosco sono stati trovati. Dei resti datati 13.000 anni fa di patata selvatica (Solanum maglia) furono trovati nel sito; questi reperti, i più antichi conosciuti per qualsiasi specie di patata, selvatiche o domestiche, suggeriscono che il sud del Cile fu uno dei due principali centri per l'evoluzione del solanum tuberosum, la patata comune.

## Altri reperti
Resti di 45 diverse specie di piante commestibili sono stati trovati all'interno del sito, oltre un quinto di loro provenienti da fino a 240 km di distanza. Da qui si desume che le popolazioni di Monte Verde o seguivano rotte commerciali oppure viaggiavano regolarmente in questa rete estesa.
Altri importanti reperti da questo sito sono coproliti umani, una impronta, presumibilmente di un bambino, vari utensili di pietra e cordame. La data di questo sito è stata ottenuta da Dillehay con il metodo del radiocarbonio, su campioni di carbone e di ossa trovate all'interno del sito.
Su Science del 9 maggio 2008, è stato pubblicato che un nuovo team di spedizione ha riferito che sono state identificate nove specie di alghe marine e recuperate dai focolari e da altre aree in un antico insediamento.
I campioni di alghe marine sono stati direttamente datati tra 14.220 a 13.980 anni fa, a conferma che lo strato superiore del sito, chiamato Monte Verde II, fu occupato più di 1.000 anni prima di qualsiasi altra data degli insediamenti Clovis.